# 日乾

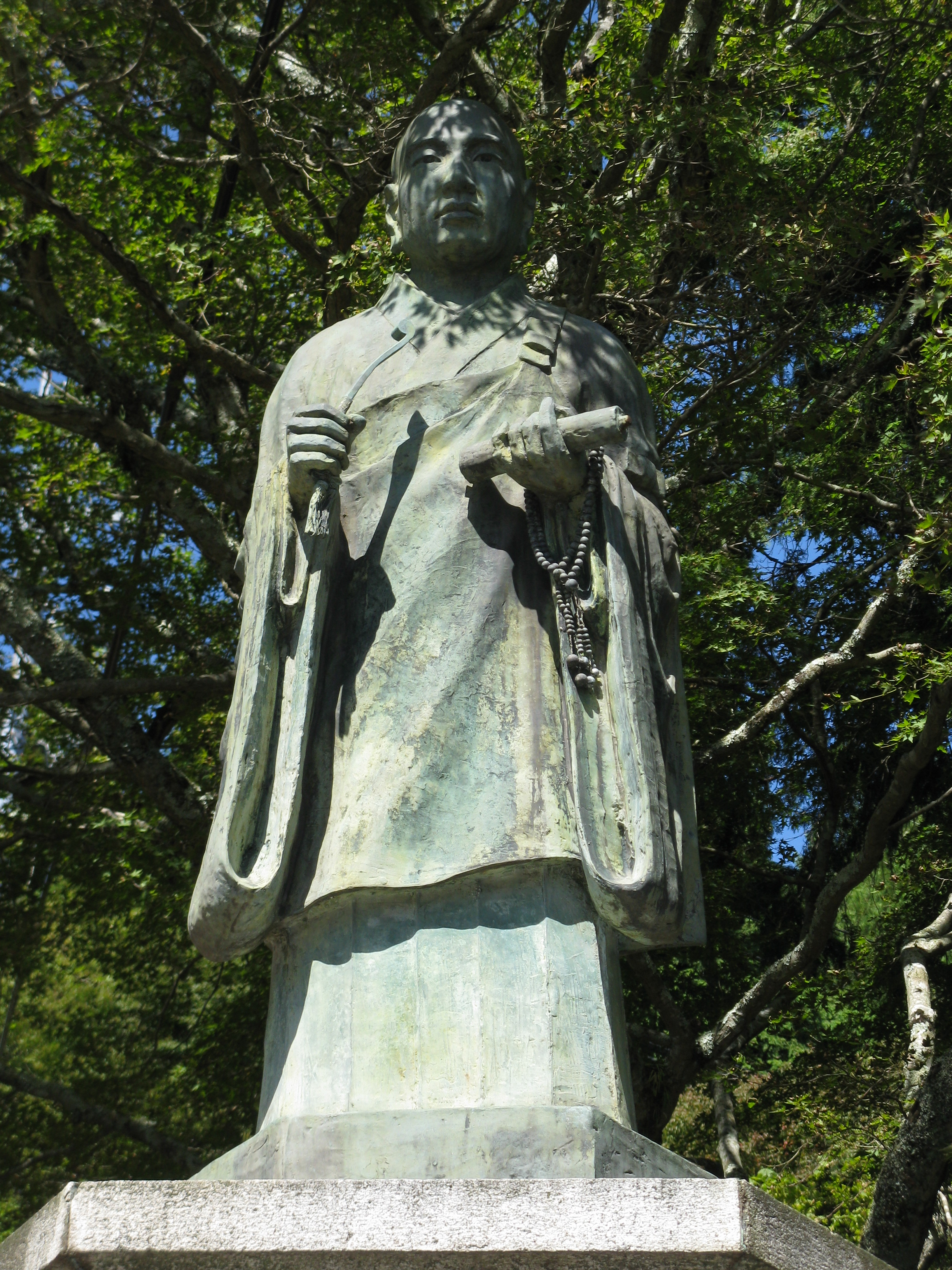
日乾像(能勢妙見山)

日乾（にっけん、永禄3年（1560年）- 寛永12年10月27日（1635年12月6日））は、安土桃山時代から江戸時代前期にかけての日蓮宗の僧。若狭国の出身。字は孝順。寂照院と号した。紀伊国紀州藩主徳川頼宣の帰依を受け、頼宣の援助により駿河国蓮永寺を再興している。